# Vit ferams
Vit ferams (Disporum smilacinum) är en växtart i släktet Disporum och familjen tidlöseväxter. Den beskrevs av Asa Gray 1857.
Arten är en flerårig ört som växer vilt på Sachalin, i Japan, på Koreahalvön och i östra Kina. Den odlas även som prydnadsväxt.